# Lijst van zoogdieren met Nederlandse namen - O
Dit is een lijst van zoogdieren met Nederlandse namen met als beginletter van hun wetenschappelijke naam een O.
| Wetenschappelijke naam    | Eerste keuze                      | Overige Nederlandse namen                               | Commentaar |
| ------------------------- | --------------------------------- | ------------------------------------------------------- | ---------- |
| Ochotona alpina           | Altaifluithaas                    |                                                         |            |
| Ochotona collaris         | Alaskafluithaas                   |                                                         |            |
| Ochotona curzoniae        | Zwartlipfluithaas                 |                                                         |            |
| Ochotona dauurica         | Daurische fluithaas               |                                                         |            |
| Ochotona himalayana       | Himalayafluithaas                 |                                                         |            |
| Ochotona hyperborea       | Noordelijke fluithaas             | Japanse fluithaas                                       |            |
| Ochotona macrotis         | Grootoorfluithaas                 |                                                         |            |
| Ochotona pallasi          | Mongoolse fluithaas               |                                                         |            |
| Ochotona princeps         | Noord-Amerikaanse fluithaas       |                                                         |            |
| Ochotona pusilla          | Dwergfluithaas                    |                                                         |            |
| Ochotona rufescens        | Perzische fluithaas               |                                                         |            |
| Ochotona rutila           | Rode fluithaas                    |                                                         |            |
| Ochotona thibetana        | Tibetaanse fluithaas              |                                                         |            |
| Ochrotomys nuttalli       | Goudmuis                          |                                                         |            |
| Octodon degus             | Degoe                             |                                                         |            |
| Octodontomys gliroides    | Bori                              |                                                         |            |
| Octomys mimax             | Viscacharat                       |                                                         |            |
| Odobenus rosmarus         | Walrus                            |                                                         |            |
| Odocoileus hemionus       | Muildierhert                      |                                                         |            |
| Odocoileus virginianus    | Witstaarthert                     | Virginiahert                                            |            |
| Oenomys hypoxanthus       | Afrikaanse roodneusrat            |                                                         |            |
| Okapia johnstoni          | Okapi                             |                                                         |            |
| Ommatophoca rossi         | Rosszeehond                       |                                                         |            |
| Ondatra zibethicus        | Muskusrat                         | bisamrat                                                |            |
| Onychogalea fraenata      | Teugelstekelstaartkangoeroe       |                                                         |            |
| Onychogalea lunata        | Zuidelijke stekelstaartkangoeroe  |                                                         |            |
| Onychogalea unguifera     | Noordelijke stekelstaartkangoeroe |                                                         |            |
| Onychomys leucogaster     | Noordelijke sprinkhaanmuis        |                                                         |            |
| Onychomys torridus        | Zuidelijke sprinkhaanmuis         |                                                         |            |
| Orcaella brevirostris     | Irrawaddydolfijn                  |                                                         |            |
| Orcinus orca              | Orka                              | Zwaardwalvis                                            |            |
| Oreamnos americanus       | Sneeuwgeit                        | Sneeuwgems                                              |            |
| Oreonax flavicauda        | Geelstaartwolaap                  |                                                         |            |
| Oreotragus oreotragus     | Klipspringer                      |                                                         |            |
| Ornithorhynchus anatinus  | Vogelbekdier                      |                                                         |            |
| Orthogeomys cuniculus     | Oaxacareuzengoffer                |                                                         |            |
| Orthogeomys grandis       | Hamstergoffer                     | Grote goffer                                            |            |
| Orycteropus afer          | Aardvarken                        |                                                         |            |
| Oryctolagus cuniculus     | Konijn                            | Europees konijn, wild konijn                            |            |
| Oryx beisa                | Beisa                             |                                                         |            |
| Oryx dammah               | Algazel                           | Witte oryx, Sabelantilope                               |            |
| Oryx gazella              | Gemsbok                           |                                                         |            |
| Oryx leucoryx             | Arabische oryx                    | Arabische beisa, Arabische spiesbok                     |            |
| Oryzomys galapagoensis    | Galapagosrijstrat                 |                                                         |            |
| Oryzomys gorgasi          | Gorgas' rijstrat                  |                                                         |            |
| Oryzomys palustris        | Rijstrat                          |                                                         |            |
| Oryzorictes hova          | Rijsttenrek (als O. talpoides)    |                                                         |            |
| Oryzorictes tetradactylus | Viervingerige rijsttenrek         |                                                         |            |
| Osgoodomys banderanus     | Michoacahertmuis                  |                                                         |            |
| Osphranter antilopinus    | Antilopekangoeroe                 | Antiloopwallaroe                                        |            |
| Osphranter bernardus      | Zwarte wallaroe                   |                                                         |            |
| Osphranter robustus       | Bergkangoeroe                     | wallaroe, euro                                          |            |
| Osphranter rufus          | Rode reuzenkangoeroe              |                                                         |            |
| Otaria flavescens         | Manenrob                          | Patagonische zeeleeuw                                   |            |
| Otocyon megalotis         | Grootoorvos                       | Lepelhond                                               |            |
| Otolemur crassicaudatus   | Dikstaartgalago                   | komba, reuzengalago, Grote galago                       |            |
| Otolemur garnettii        | Garnetts galago                   | grote galago                                            |            |
| Otomops wroughtoni        | Wroughtons vrijstaartvleermuis    |                                                         |            |
| Otomys denti              | Bergoorrat                        |                                                         |            |
| Otomys irroratus          | Moerasrat                         |                                                         |            |
| Otonycteris hemprichii    | Hemprichs langoorvleermuis        |                                                         |            |
| Otonyctomys hatti         | Yucatanvesperrat                  |                                                         |            |
| Ourebia ourebi            | Oribi                             |                                                         |            |
| Ovibos moschatus          | Muskusos                          |                                                         |            |
| Ovis ammon                | Wild schaap                       | Argalisschaap, Argali                                   |            |
| Ovis aries                | Aziatische moeflon                |                                                         |            |
| Ovis canadensis           | Dikhoornschaap                    | Bergschaap                                              |            |
| Ovis dalli                | Dalls schaap                      | Sneeuwschaap                                            |            |
| Ovis nivicola             | Kamtsjatkasneeuwschaap            | Kamtsjatka-sneeuwschaap, Wit sneeuwschaap, Sneeuwschaap |            |
| Oxymycterus nasutus       | Graafmuis                         |                                                         |            |
| Ozotoceros bezoarticus    | Pampahert                         | Vechthert                                               |            |

A · 
B ·
C ·
D ·
E ·
F ·
G ·
H ·
I ·
J ·
K ·
L ·
M ·
N ·
O ·
P ·
R ·
S ·
T ·
U ·
V ·
W ·
X ·
Z